# Xa Xe Xi Xo Xuxa
Xa xe xi xo Xuxa é uma música do grupo Trem da Alegria, lançada como música de trabalho para promover o álbum autointitulado de 1988. A canção que homenageia a cantora e apresentadora Xuxa, que estava no auge do sucesso nos anos de 1980, e havia participado de todos os álbuns do grupo. 
Foi bem recebida nas rádios.Todavia,um seus versos causa controvérsia até os dias atuais.

## Produção e lançamento
"Xa xe xi xo Xuxa" foi a quarta música de trabalho do álbum autointitulado do grupo Trem da Alegria, lançado em 1988. Composta por Lincoln Olivetti, Robson Jorge e Motta, foi extremamente criticada pelo conteúdo de duplo sentido do verso "Você é a culpada do meu banho demorado" por diversos setores da imprensa e da educação.
No mesmo ano do lançamento do disco, o compositor Daniel Azulay acusou a gravadora RCA Victor de plágio. Segundo ele, uma música com o mesmo título foi feita para o programa da Xuxa, que foi ao ar em 1985, na Rede Manchete e faz parte do álbum Xuxa e Seus Amigos. Nesse álbum a faixa é cantada pelo quarteto de Os Trapalhões.
Apesar da controvérsia, um videoclipe gravado em parte no colégio Veiga de Almeida do Rio de Janeiro foi feito para promovê-la. A promoção também contou com aparições em diversos programas de televisão, bem como sua inclusão na set list da turnê de 1988.
Em 1999, foi incluída na compilação Focus: O essencial de Trem da Alegria, da gravadora BMG.

## Recepção
Xa xe xi xo Xuxa foi uma das músicas mais tocadas no ano de 1988 nas rádios brasileiras.

## Faixas
- Créditos adaptados da contracapa do compacto Xa xe xi xo Xuxa.[9]

Lado A
| N.º | Título                 | Compositor(es)                            | Participação | Duração |  |
| 1.  | "Xa, Xe, Xi, Xo, Xuxa" | Lincoln Olivetti Robson Jorge Mauro Motta |              | 4:34    |  |

Lado B
| N.º | Título                 | Compositor(es)                            | Participação | Duração |  |
| 1.  | "Xa, Xe, Xi, Xo, Xuxa" | Lincoln Olivetti Robson Jorge Mauro Motta |              | 4:34    |  |